# Nyctemera negritorum
Nyctemera negritorum är en fjärilsart som beskrevs av Adalbert Seitz 1915. Nyctemera negritorum ingår i släktet Nyctemera och familjen björnspinnare. Inga underarter finns listade i Catalogue of Life.